# 강태원 (야구인)
강태원(姜泰遠, 1971년 5월 15일 ~ )은 전 KBO 리그 해태 타이거즈의 투수, 스카우트였다.

## 출신 학교
- 옥동초등학교
- 화순중학교
- 순천상업고등학교